# CAPE 2
CAPE 2 (Cajun Advanced Picosat Experiment, auch OSCAR 75 oder LO-75) ist ein US-amerikanischer Amateurfunksatellit. Er wurde an der University of Louisiana at Lafayette gebaut. Er wurde am 20. November 2013 als Sekundärnutzlast mit einer Minotaur-Rakete vom Mid-Atlantic Regional Spaceport gestartet. Nach dem erfolgreichen Start erhielt der Satellit zusätzlich die OSCAR-Nummer 75 zugewiesen. Er trat nach knapp einem Jahr wieder in die Erdatmosphäre ein und verglühte am 23. Oktober 2014.

## Aufbau und Nutzlast
CAPE 2 war ein Cubesat-Satellit der Baugröße 1U. Der Hauptzweck ist die Ausbildung von Studierenden der University of Louisiana.
Nutzlasten des Satelliten waren ein Sprachsignalumsetzer, eine Text-to-Speech-Funktionalität, Tweeting, ein Digipeater, Dateispeicherung und -übertragung sowie eine DTMF-Abfragemöglichkeit. Die Bake benutzte das Rufzeichen K5QXJ, die Telemetrie W5UL.